# Ergun Kantarcı
Ergun Kantarcı (* 1. November 1946 in Trabzon; † 3. Juni 2015 in Karabük) war ein türkischer Fußballspieler und -trainer.

## Spielerkarriere
Die Spielerkarriere von Kantarcı ist unvollständig dokumentiert. So wuchs er in seiner Geburtsstadt Trabzon auf und begann auch hier mit dem Fußballspielen. Hier lebte er in der gleichen Gegend wie der spätere türkische Nationaltorhüter und Trainer Şenol Güneş. Nachdem seine ersten Stationen als Spieler unbekannt geblieben waren, spielte er in der Spielzeit 1968/69 für den Erstligisten Vefa Istanbul. Nachdem die nächsten vier Spielzeiten seiner Karriere unbekannt geblieben waren, spielte er in der 1973/74 für den Zweitligisten İstanbulspor. Neben diesen zwei Stationen ist auch bekannt, dass er für DÇ Karabükspor gespielt hatte.

## Trainerkarriere
Die ersten Jahre von Kantarcıs Trainerkarriere sind größtenteils undokumentiert. So ist bekannt, dass er in der Saison 1980/81 bei Trabzonspor, dem Verein seiner Heimatstadt Trabzon, als Co-Trainer tätig war. In dieser Saison trat er interimsweise auch als Cheftrainer auf, da der eigentlich Cheftrainer Özkan Sümer teilweise wegen seiner Tätigkeit bei der türkischen Nationalmannschaft und teilweise aus nicht näher erörterten Gründen nicht die Mannschaft betreuen konnte.
Ab Ende der Saison 1984/85 begann er den Zweitligisten DÇ Karabükspor als Cheftrainer zu betreuen. Bereits im Laufe der Hinrunde der Saison 1985/86 verließ der diesen Verein wieder.
Zur Saison 1986/87 begann er den Drittligisten İstanbulspor, für den er auch als Spieler tätig gewesen war, al Cheftrainer.
Bereits nach einer Saison begann Kantarcı zum zweiten Mal Kardemir Karabükspor zu betreuen.
Ab den frühen 1990er Jahren trainierte Kantarcı eine Vielzahl an Viert-, Dritt- und Zweitligisten. Dabei war er vor allem für Vereine der türkischen Ägäisregion tätig.

## Tod
Kantarcı erlitt am 3. Juni 2015 in seiner Wohnung in Karabük einen Herzinfarkt und verstarb am gleichen Tag in einem nahe gelegenen Krankenhaus an den Folgen dieses Infarktes. Zwei Tage später wurde er nach einem Mittagsgebet in der Şirinevler-Moschee auf dem Friedhof Öğlebelli Mezarlığı beigesetzt.